# Philodromus imbecillus
Philodromus imbecillus es una especie de araña cangrejo del género Philodromus, familia Philodromidae. Fue descrita científicamente por Keyserling en 1880.
Es una especie que se encuentra segura y libre de amenazas.
Suele ser encontrada sobre la hierba de los prados en la provincia de Manitoba, también en la vegetación herbácea de Lake Erie Island, en Ohio. Se han encontrado especies de Philodromus imbecillus a lo largo de carreteras, en coníferas, arbustos y pastos de la provincia de Quebec. En la vegetación de campos viejos, en arbustos y hierbas de bosques mixtos y coníferas en Michigan.
Los especímenes de Philodromus imbecillus son muy parecidos a otros como Philodromus mineri y Philodromus insperatus, aunque se diferencian por tener bandas en las piernas, una banda ventral en el abdomen y un tegulum redondeado.

## Descripción
El color de las especies de Philodromus imbecillus es marrón o amarillo cremoso. La longitud de las hembras es de 3.5 a 4.5 mm y en los machos es de 3 a 3.7 mm.

## Distribución
Esta especie se encuentra en Canadá (Alberta, Manitoba, Nuevo Brunswick, Nueva Escocia, Ontario, Quebec, Saskatchewan y Labrador) y los Estados Unidos (Indiana, Montana, Minesota, Utah, Arizona, Texas y Florida). Se sabe que en el estado de Minesota esta especie madura en el verano.